# آمنة المجلسي
آمنة بنت محمد تقي المجلسي التي يُقال لها آمنة بيگم أو آمنة خاتون (1003 هـ - 1070 هـ). هي بنت الفقيه الشيعي محمد تقي المجلسي (المجلسي الأول) المعروف في عصر الدولة الصفوية، وشقيقة محمد باقر المجلسي (المجلسي الثاني). وكان لنشأتها في أسرتها المتدينة أثر بالغ في حياته إذ بلغت مرحلة الاجتهاد، وكانت تشتغل في أوقات فراغها في حل المشكلات الاجتماعية الدينية في الأوساط النسائية.
وقد تزوجت بمحمد صالح المازندراني الذي كان تلميذاً من تلامذة أبيها، وأنجبت منه ستة أبناء، ومنهم: هادي، ونور الدين محمد.

## آثارها
من آثارها ومؤلفاتها:
- شرح على ألفية بن مالك.
- شواهد السيوطي.

### كتب
- أعيان الشيعة. محسن الأمين، طبع بيروت - لبنان، تاريخ الطبع مفقود، منشورات دار التعارف.
- کارنمای زنان کارای ایران (از دیروز تا امروز). پوران فرخ زاد، طبع طهران - إيران، 1381 هـ.ش. منشورات قطره. ISBN 964-341-116-8. (بالفارسية)

### إشارات مرجعية
1. ↑  
فرخ زاد، پوران. کارنمای زنان کارای ایران (از دیروز تا امروز). ص. 54.
2. ↑  
الأمين، محسن. أعيان الشيعة - ج2. ص. 95. مؤرشف من الأصل في 2019-12-08.
3. ↑  مجلات : آمنه بیگم مجلسی (بالفارسية) "نسخة مؤرشفة". مؤرشف من الأصل في 2020-03-14. اطلع عليه بتاريخ 2020-05-11.{{استشهاد ويب}}:  صيانة الاستشهاد: BOT: original URL status unknown (link)